# Santa Cristina e Bissone
Santa Cristina e Bissone (Santa Cristina in dialetto pavese) è un comune italiano di 1 842 abitanti della provincia di Pavia in Lombardia. Si trova nel Pavese orientale, nella pianura alla sinistra dell'Olona. 

## Storia
La storia di Santa Cristina è strettamente legata a quella dell'antica abbazia benedettina di Santa Cristina. Essa venne fondata dal re dei Longobardi Liutprando nella prima metà dell'VIII secolo, con il nome di Sant'Anastasio; nel IX secolo il monastero fu dedicato a santa Cristina.
Fino al XII secolo ricevette donazioni da re e imperatori. Nell'XI secolo papa Urbano II pose il monastero sotto la giurisdizione dell'arcivescovo di Milano. Nel 1267 vi fu ospitato Corradino di Svevia. Nel secolo XV il monastero venne dato in commenda; nel 1513 dai benedettini passò ai monaci vallombrosani. Nel 1654 il monastero fu soppresso.
Il paese di Santa Cristina si sviluppò attorno al monastero, e nel 1164 è citato nel diploma imperiale con cui Federico I concesse a Pavia la giurisdizione sull'Oltrepò, la Lomellina e la campagna pavese orientale, in cui si trova Santa Cristina. Fu sempre sotto la signoria feudale del monastero, e fece parte della Campagna Sottana di Pavia. Dopo la soppressione del monastero, la signoria passò al Collegio Germanico.

Nel 1841 al comune di Santa Cristina fu unito quello di Bissone. Nel 1863 prese il nome di Santa Cristina e Bissone. 

### Simboli
Lo stemma è stato adottato nel 1908 con delibera del podestà Carlo Beltramini e ufficialmente riconosciuto con decreto del capo del governo del 14 luglio 1936.
La prima parte ricorda l'abbazia di Santa Cristina che è all'origine dell'abitato, nella seconda il biscione richiama il nome Bissone, che fu località indipendente fino al 1841 quando venne incorporato in Santa Cristina, antico feudo dei Della Pietra, che furono costretti da Regina della Scala, moglie di Bernabò Visconti, a venderle quel territorio, che sarà poi possedimento stabile della famiglia Visconti.
Il gonfalone in uso è un drappo di azzurro.

## Società

### Evoluzione demografica
Abitanti censiti

Personaggi famosi
Il paese diede i natali a Luigi Perversi calciatore di ruolo difensore, che per molto anni anni militò nel Associazione Calcio Milan  e per un biennio ne fu capitano.

## Amministrazione
| Sindaco                      | Inizio mandato | Fine mandato | Lista        | Coalizione |
| ---------------------------- | -------------- | ------------ | ------------ | ---------- |
| Giuseppe Francesco Gallotti  | 1995           | 1999         | Lista civica |            |
| Gino Naldi Germano           | 1999           | 2004         | Lista civica |            |
| Giuseppe Francesco Gallotti  | 2004           | 2009         | Lista civica |            |
| Elio Giovanni Grossi         | 2009           | 2024         | Lista civica |            |
| Pietro Antonio Del redentore | 2024           | in carica    | Lista civica |            |